# Raphael Rezende
Raphael Maciel Rezende de Souza, ou simplesmente Raphael Rezende, (Rio de Janeiro, 27 de agosto de 1984) é um jornalista e analista esportivo brasileiro.
Foi comentarista do canal esportivo SporTV e hoje atua como head scout do Botafogo.

## Carreira
É formado pela Universidade Federal do Rio de Janeiro.
Trabalhou no SporTV de 2007 a 2022, comentando nos programas da casa e em partidas de futebol, além de atuar como coordenador.
É conhecido como "carioca eurocêntrico" pelos colegas jornalistas, por ser oriundo do Rio de Janeiro, acompanhar o dia-a-dia do futebol carioca e considerar o futebol europeu como única referência e modelo possível para análise futebolística.
Ainda em 2013, começou a atuar como comentarista esportivo do telejornal Bom Dia Rio, da TV Globo Rio de Janeiro.
Do final de 2013 até junho de 2014, participou do programa Futebol, Uma Viagem, que mostrava os países que participaram da Copa do Mundo de 2014.
É formando como treinador (licença B) e em gestão de futebol pela CBF (Confederação Brasileira de Futebol).
Em 12 de janeiro de 2022, ele deixou o Esporte da Globo para atuar como head scout no Botafogo, sendo responsável por analisar nomes pro elenco da equipe.